# Liga mistrů UEFA 1999/2000
Sezóna 1999/00 byla 45. ročníkem Ligy mistrů UEFA a zároveň 8. ročníkem po přejmenování. Jejím vítězem se stal španělský klub Real Madrid.
Byl změněn hrací systém. Bylo přidáno jedno předkolo. V základních skupinách bylo následně 32 týmů rozlosováno do osmi skupin po čtyřech. Následně bylo 16 postupujících rozlosováno do čtyř skupin po čtyřech. Dále následovalo klasické play off.

## Předkola

### První předkolo
| Domácí v 1. zápase       | Celkem | Hosté v 1. zápase | 1. zápas | 2. zápas |
| ------------------------ | ------ | ----------------- | -------- | -------- |
| ÍBV                      | 3–1    | KF Tirana         | 1–0      | 2–1      |
| Litex Loveč              | 5–0    | Glentoran FC      | 3–0      | 2–0      |
| VMFD Žalgiris Vilnius    | 5–0    | Araks Ararat FC   | 2–0      | 3–0      |
| HB Tórshavn              | 1–7    | Haka              | 1–1      | 0–6      |
| Partizan                 | 10–1   | Flora Tallinn     | 6–0      | 4–1      |
| Jeunesse Esch            | 0–10   | Skonto Riga       | 0–2      | 0–8      |
| Sloga Jugomagnat         | (v)2–2 | Kapaz PFK         | 1–0      | 1–2      |
| Barry Town FC            | 2–3    | Valletta FC       | 0–0      | 2–3      |
| Saint Patrick's Athletic | 0–10   | Zimbru Kišiněv    | 0–5      | 0–5      |

### Druhé předkolo
| Domácí v 1. zápase      | Celkem    | Hosté v 1. zápase     | 1. zápas | 2. zápas    |
| ----------------------- | --------- | --------------------- | -------- | ----------- |
| Rapid Vídeň             | 5–0       | Valletta FC           | 3–0      | 2–0         |
| Anorthosis Famagusta    | 3–2       | Slovan Bratislava     | 2–1      | 1–1         |
| Partizan Bělehrad       | 6–1       | NK Rijeka             | 3–1      | 3–0         |
| PFK CSKA Moskva         | 2–4       | Molde FK              | 2–0      | 0–4         |
| Litex Loveč             | 5–5(pen.) | Widzew Łódź           | 4–1      | 1–4(prodl.) |
| FC Haka                 | 1–7       | Rangers FC            | 1–4      | 0–3         |
| Dinamo Tbilisi          | 2–3       | Zimbru Kišiněv        | 2–1      | 0–2         |
| Dněpr-Transmash Mohylev | 0–3       | AIK Stockholm         | 0–1      | 0–2         |
| Sloga Jugomagnat        | 0–2       | Brøndby IF            | 0–1      | 0–1         |
| Rapid Bukurešť          | 4–5       | Skonto Riga           | 3–3      | 1–2         |
| Beşiktaş JK             | 1–1(v)    | Hapoel Haifa          | 1–1      | 0–0         |
| FK Dynamo Kyjev         | 3–0       | VMFD Žalgiris Vilnius | 2–0      | 1–0         |
| ÍBV                     | 1–5       | MTK Budapešť          | 0–2      | 1–3         |
| NK Maribor              | 5–4       | KRC Genk              | 5–1      | 0–3         |

### Třetí předkolo
Poražené týmy vstupovaly do 1. kola Poháru UEFA.
| Domácí v 1. zápase | Celkem | Hosté v 1. zápase    | 1. zápas | 2. zápas    |
| ------------------ | ------ | -------------------- | -------- | ----------- |
| Zimbru Kišiněv     | 0–2    | PSV Eindhoven        | 0–0      | 0–2         |
| FK Spartak Moskva  | 5–1    | Partizan Bělehrad    | 2–0      | 3–1         |
| Chelsea FC         | 3–0    | Skonto Riga          | 3–0      | 0–0         |
| Rapid Vídeň        | 0–4    | Galatasaray Istanbul | 0–3      | 0–1         |
| AC Fiorentina      | 5–1    | Widzew Łódź          | 3–1      | 2–0         |
| Aalborg BK         | 3–4    | FK Dynamo Kyjev      | 1–2      | 2–2         |
| Rangers FC         | 2–1    | Parma FC             | 2–0      | 0–1         |
| Brøndby IF         | 3–6    | Boavista FC          | 1–2      | 2–4(prodl.) |
| AEK Athény         | 0–1    | AIK Stockholm        | 0–0      | 0–1         |
| Hapoel Haifa       | 0–4    | Valencia CF          | 0–2      | 0–2         |
| Hertha BSC         | 2–0    | Anorthosis Famagusta | 2–0      | 0–0         |
| Sturm Graz         | 4–3    | Servette Ženeva      | 2–1      | 2–2         |
| Molde FK           | (v)1–1 | Mallorca             | 0–0      | 1–1         |
| Olympique Lyon     | 0–3    | NK Maribor           | 0–1      | 0–2         |
| GNK Dinamo Zagreb  | 2–0    | MTK Budapešť         | 0–0      | 2–0         |
| FK Teplice         | 0–2    | Borussia Dortmund    | 0–1      | 0–1         |

## Základní skupiny
| Vysvětlivky                                                |
| ---------------------------------------------------------- |
| První dva týmy postoupily do osmifinálové skupiny.         |
| Týmy na třetích místech postoupily do 3. kola Poháru UEFA. |

### Skupina A
| Tým              | Z | V | R | P | VG | IG | +/− | B  |
| ---------------- | - | - | - | - | -- | -- | --- | -- |
| SS Lazio         | 6 | 4 | 2 | 0 | 13 | 3  | +10 | 14 |
| FK Dynamo Kyjev  | 6 | 2 | 1 | 3 | 8  | 8  | 0   | 7  |
| Bayer Leverkusen | 6 | 1 | 4 | 1 | 7  | 7  | 0   | 7  |
| NK Maribor       | 6 | 1 | 1 | 4 | 2  | 12 | −10 | 4  |

### Skupina B
| Tým           | Z | V | R | P | VG | IG | +/− | B  |
| ------------- | - | - | - | - | -- | -- | --- | -- |
| Barcelona     | 6 | 4 | 2 | 0 | 19 | 9  | +10 | 14 |
| AC Fiorentina | 6 | 2 | 3 | 1 | 9  | 7  | +2  | 9  |
| Arsenal FC    | 6 | 2 | 2 | 2 | 9  | 9  | 0   | 8  |
| AIK Stockholm | 6 | 0 | 1 | 5 | 4  | 16 | −12 | 1  |

### Skupina C
| Tým                 | Z | V | R | P | VG | IG | +/− | B  |
| ------------------- | - | - | - | - | -- | -- | --- | -- |
| Rosenborg Trondheim | 6 | 3 | 2 | 1 | 12 | 5  | +7  | 11 |
| Feyenoord           | 6 | 1 | 5 | 0 | 7  | 6  | +1  | 8  |
| Borussia Dortmund   | 6 | 1 | 3 | 2 | 7  | 9  | −2  | 6  |
| Boavista FC         | 6 | 1 | 2 | 3 | 4  | 10 | −6  | 5  |

### Skupina D
| Tým                  | Z | V | R | P | VG | IG | +/− | B  |
| -------------------- | - | - | - | - | -- | -- | --- | -- |
| Manchester United FC | 6 | 4 | 1 | 1 | 9  | 4  | +5  | 13 |
| Olympique Marseille  | 6 | 3 | 1 | 2 | 10 | 8  | +2  | 10 |
| Sturm Graz           | 6 | 2 | 0 | 4 | 7  | 12 | −5  | 6  |
| GNK Dinamo Zagreb    | 6 | 1 | 2 | 3 | 7  | 9  | −2  | 5  |

### Skupina E
| Tým               | Z | V | R | P | VG | IG | +/− | B  |
| ----------------- | - | - | - | - | -- | -- | --- | -- |
| Real Madrid       | 6 | 4 | 1 | 1 | 15 | 7  | +8  | 13 |
| FC Porto          | 6 | 4 | 0 | 2 | 9  | 6  | +3  | 12 |
| Olympiakos Pireus | 6 | 2 | 1 | 3 | 9  | 12 | −3  | 7  |
| Molde FK          | 6 | 1 | 0 | 5 | 6  | 14 | −8  | 3  |

### Skupina F
| Tým               | Z | V | R | P | VG | IG | +/− | B  |
| ----------------- | - | - | - | - | -- | -- | --- | -- |
| Valencia CF       | 6 | 3 | 3 | 0 | 8  | 4  | +4  | 12 |
| FC Bayern Mnichov | 6 | 2 | 3 | 1 | 7  | 6  | +1  | 9  |
| Rangers FC        | 6 | 2 | 1 | 3 | 7  | 7  | 0   | 7  |
| PSV Eindhoven     | 6 | 1 | 1 | 4 | 5  | 10 | −5  | 4  |

### Skupina G
| Tým                | Z | V | R | P | VG | IG | +/− | B  |
| ------------------ | - | - | - | - | -- | -- | --- | -- |
| AC Sparta Praha    | 6 | 3 | 3 | 0 | 14 | 6  | +8  | 12 |
| Girondins Bordeaux | 6 | 3 | 3 | 0 | 7  | 4  | +3  | 12 |
| FK Spartak Moskva  | 6 | 1 | 2 | 3 | 9  | 12 | −3  | 5  |
| Willem II Tilburg  | 6 | 0 | 2 | 4 | 7  | 15 | −8  | 2  |

### Skupina H
| Tým                  | Z | V | R | P | VG | IG | +/− | B  |
| -------------------- | - | - | - | - | -- | -- | --- | -- |
| Chelsea FC           | 6 | 3 | 2 | 1 | 10 | 3  | +7  | 11 |
| Hertha BSC           | 6 | 2 | 2 | 2 | 7  | 10 | −3  | 8  |
| Galatasaray Istanbul | 6 | 2 | 1 | 3 | 10 | 13 | −3  | 7  |
| AC Milán             | 6 | 1 | 3 | 2 | 6  | 7  | −1  | 6  |

## Osmifinálové skupiny
| Vysvětlivky                  |
| ---------------------------- |
| Tým postoupil do Čtvrtfinále |

### Skupina A
| Tým             | Z | V | R | P | VG | IG | +/− | B  |
| --------------- | - | - | - | - | -- | -- | --- | -- |
| Barcelona       | 6 | 5 | 1 | 0 | 17 | 5  | +12 | 16 |
| FC Porto        | 6 | 3 | 1 | 2 | 8  | 8  | 0   | 10 |
| AC Sparta Praha | 6 | 1 | 2 | 3 | 5  | 12 | −7  | 5  |
| Hertha BSC      | 6 | 0 | 2 | 4 | 3  | 8  | −5  | 2  |

### Skupina B
| Tým                  | Z | V | R | P | VG | IG | +/− | B  |
| -------------------- | - | - | - | - | -- | -- | --- | -- |
| Manchester United FC | 6 | 4 | 1 | 1 | 10 | 4  | +6  | 13 |
| Valencia CF          | 6 | 3 | 1 | 2 | 9  | 5  | +4  | 10 |
| AC Fiorentina        | 6 | 2 | 2 | 2 | 7  | 8  | −1  | 8  |
| Girondins Bordeaux   | 6 | 0 | 2 | 4 | 5  | 14 | −9  | 2  |

### Skupina C
| Tým                 | Z | V | R | P | VG | IG | +/− | B  |
| ------------------- | - | - | - | - | -- | -- | --- | -- |
| FC Bayern Mnichov   | 6 | 4 | 1 | 1 | 13 | 8  | +5  | 13 |
| Real Madrid         | 6 | 3 | 1 | 2 | 11 | 12 | −1  | 10 |
| FK Dynamo Kyjev     | 6 | 3 | 1 | 2 | 10 | 8  | +2  | 10 |
| Rosenborg Trondheim | 6 | 0 | 1 | 5 | 5  | 11 | −6  | 1  |

### Skupina D
| Tým                 | Z | V | R | P | VG | IG | +/− | B  |
| ------------------- | - | - | - | - | -- | -- | --- | -- |
| SS Lazio            | 6 | 3 | 2 | 1 | 10 | 4  | +6  | 11 |
| Chelsea FC          | 6 | 3 | 1 | 2 | 8  | 5  | +3  | 10 |
| Feyenoord           | 6 | 2 | 2 | 2 | 7  | 7  | 0   | 8  |
| Olympique Marseille | 6 | 1 | 1 | 4 | 2  | 11 | −9  | 4  |

## Play off

### Čtvrtfinále
| Domácí v 1. zápase | Celkem | Hosté v 1. zápase    | 1. zápas | 2. zápas    |
| ------------------ | ------ | -------------------- | -------- | ----------- |
| Real Madrid        | 3–2    | Manchester United FC | 0–0      | 3–2         |
| FC Porto           | 2–3    | FC Bayern Mnichov    | 1–1      | 1–2         |
| Chelsea FC         | 4–6    | Barcelona            | 3–1      | 1–5(prodl.) |
| Valencia CF        | 5–3    | SS Lazio             | 5–2      | 0–1         |

### Semifinále
| Domácí v 1. zápase | Celkem | Hosté v 1. zápase | 1. zápas | 2. zápas |
| ------------------ | ------ | ----------------- | -------- | -------- |
| Valencia CF        | 5–3    | Barcelona         | 4–1      | 1–2      |
| Real Madrid        | 3–2    | FC Bayern Mnichov | 2–0      | 1–2      |

### Finále
| 24. května 2000                                              |        |             |                                                                          |
| Real Madrid                                                  | 3 – 0  | Valencia CF | Stade de France, Paříž diváci: 78 759 rozhodčí: Stefano Braschi (Itálie) |
| Fernando Morientes 39' Steve McManaman 67' Raúl González 75' | Report |             | Stade de France, Paříž diváci: 78 759 rozhodčí: Stefano Braschi (Itálie) |

## Vítěz
| Liga mistrů UEFA 1999/00 Real Madrid (8. titul) Iker Casillas – Michel Salgado, Fernando Hierro, Roberto Carlos, Aitor Karanka, Iván Campo, Steve McManaman, Fernando Redondo , Iván Helguera, Raúl González, Nicolas Anelka, Manuel Sanchís Hontiyuelo, Fernando Morientes, Sávio Trenér: Vicente del Bosque |